# Sankt Olai Kirke (Helsingør)
 For alternative betydninger, se Sankt Olai Kirke. (Se også artikler, som begynder med Sankt Olai Kirke)
Sankt Olai Kirke er Helsingørs domkirke. Den har fået sit navn efter den norske skytshelgen, kong Olav den Hellige
Kirkens historie går tilbage til 1200-tallet, hvor den havde størrelse som en lille landsbykirke, og den var bygget i romansk stil.
Skt. Olai kirke, som den står nu, blev færdigbygget i 1559. Spiret er dog fra 1897-98 og tegnet af arkitekt H.B. Storck; det oprindelige spir var slankere og blev kaldt Helsingørs Jomfru, men det blæste ned, og kirken stod med kullet tårn (uden spir) i mange år.
I østlige side af kirketårnet er indmuret en død murer.